# 中村栄輔
中村 栄輔（なかむら えいすけ、1958年6月13日 - ）は、日本の実業家。株式会社モスフードサービス（モスバーガー）代表取締役社長。

## 人物・経歴
福岡県三潴郡大木町出身。父は池坊の師範。福岡教育大学附属久留米中学校を経て、熊本マリスト学園高等学校卒業後、当初医師を志したが断念し、新たに司法試験を目指して中央大学法学部に進学した。1982年、大学を卒業。司法試験を6回受験したが不合格となった。1988年、モスフードサービス入社。2005年、執行役員に昇格。2010年、取締役。2014年、常務取締役。2016年から代表取締役社長を務め、新たな成長戦略策定にあたった。

## テレビ番組
- カンブリア宮殿 知らない間に大変貌！ モスバーガー復活の舞台裏（2021年3月25日、テレビ東京）- モスフードサービス社長 中村栄輔出演[3]。